# Йоханан Петровський-Штерн

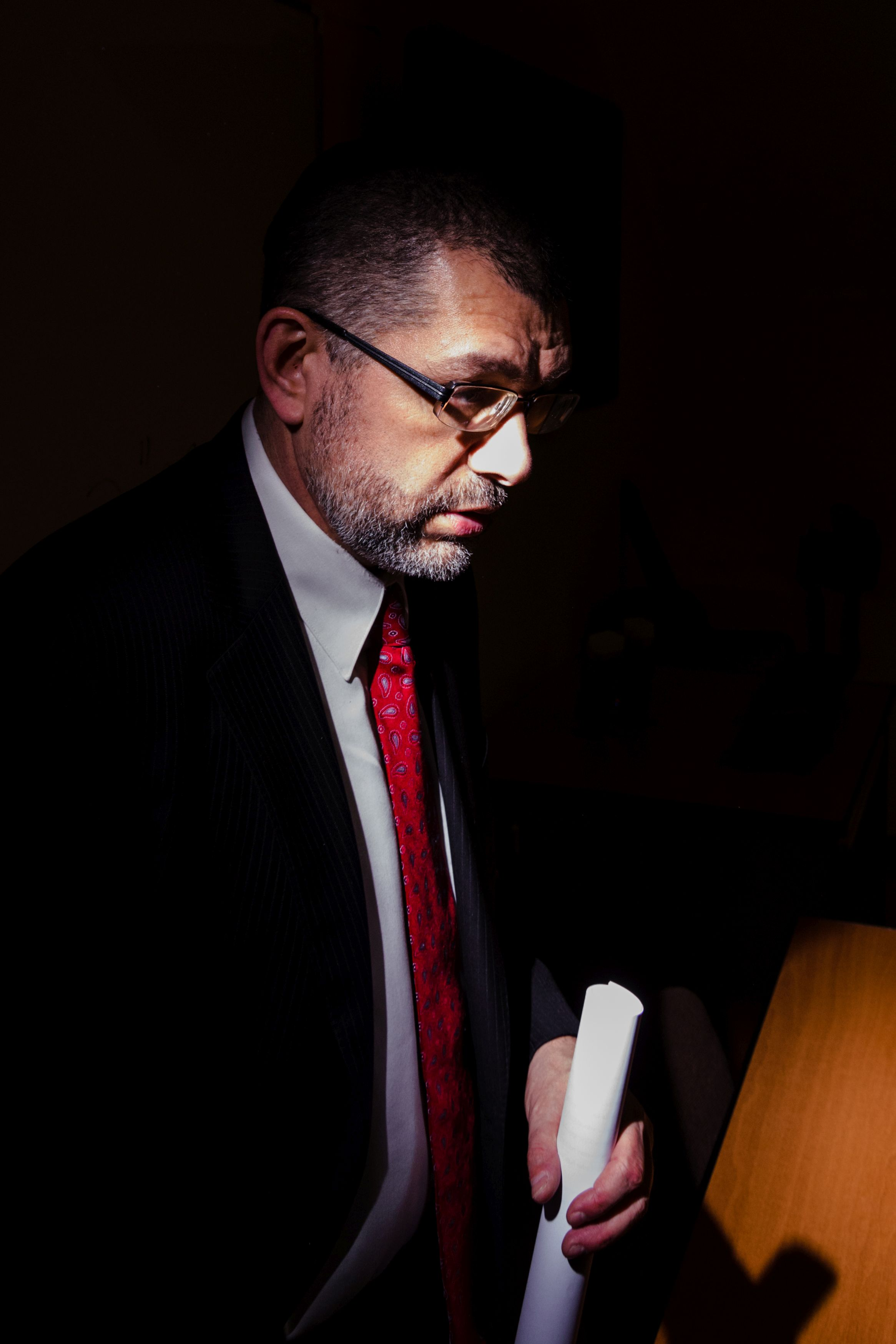
Йоханан Петровський-Штерн (2014 рік, НаУКМА)

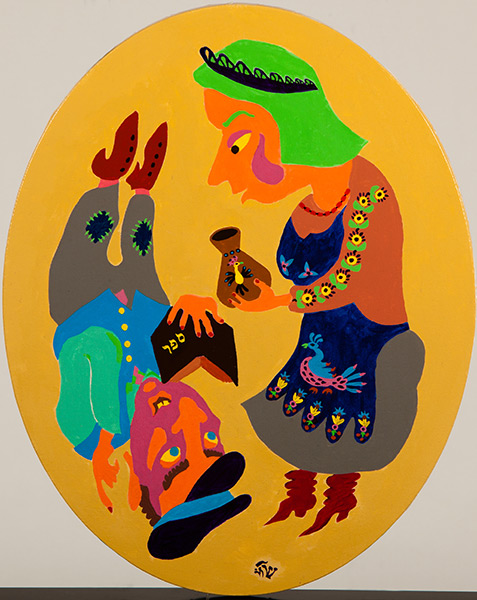
Йоханан Петровський-Штерн. «Інь-Янь» (2008). Ця картина використана для обкладинки українського видання «Штетл. Золота доба єврейського містечка»

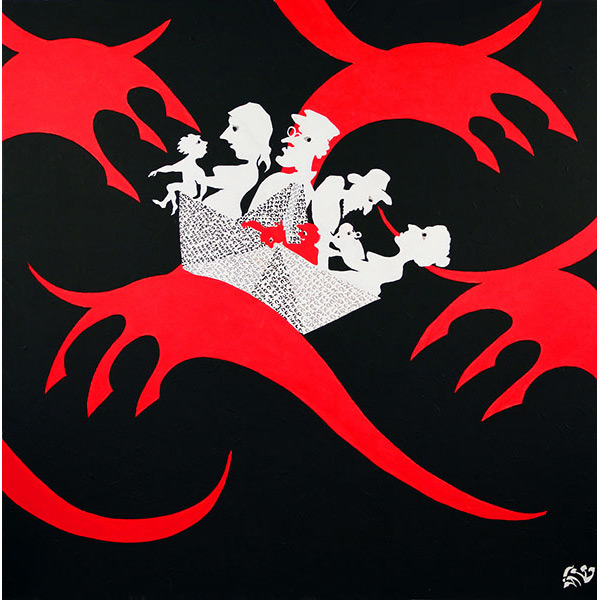
Йоханан Петровський-Штерн. «Вихід» (2009). Ця картина використана для обкладинки українського видання «Анти-імперський вибір: постання українсько-єврейської ідентичности»

Йоханан Петровський-Штерн (англ. Yohanan Petrovsky-Shtern; при народженні — Петровський Іван Миронович[а]; нар. 6 квітня 1962, Київ) — американський історик, літературознавець, філолог, есеїст, перекладач, художник. Професор єврейської історії Північно-Західного університету (Іллінойс, США), член-кореспондент Українського наукового інституту Гарвардського університету (2010). Почесний доктор НаУКМА (2013). Професор в Українському Вільному Університеті (Freie Ukrainische Universität) в Мюнхені. Автор понад сотні статей та низки книг, зокрема «Штетл. Золота доба єврейського містечка», «Анти-імперський вибір: постання українсько-єврейської ідентичности», «Євреї в російській армії, 1827–1917: зрекрутовані в модерність».

## Біографія
Йоханан Петровський-Штерн народився 6 квітня 1962 року в Києві, у єврейській родині філолога Мирона та вчительки історії Світлани Петровських. Молодша сестра — німецька журналістка і письменниця Катя Петровська (нім. Katja Petrowskaja).
У дитинстві займався музикою: брав уроки з теорії музики у Леоніда Грабовського, співав у хорі «Щедрик». Йоханан також малював, ходив до художнього гуртка у печерському Палаці піонерів у Києві. 1983 року вийшли перші публікації Петровського-Штерна у виданнях «Літературна Україна» та «Литературное обозрение».
1984 року закінчив факультет романо-германської філології  Київського державного університету імені Т. Г. Шевченка. 1988 року в Московському державному університеті захистив дисертацію на здобуття наукового ступеня кандидата філологічних наук за темою «Поетика Габріеля Гарсіа Маркеса».
З 1988 до 1993 року працював викладачем на кафедрі іспанської філології Київського державного університету імені Т. Г. Шевченка, а з 1989 року — і на кафедрі зарубіжної літератури. З 1993 до 1995 року очолював катедру юдаїки Міжнародного Соломонового університету.
Наприкінці 1991 року відвідав могилу прадіда, Озилія Кржевіна, на Куренівському кладовищі, і не зміг прочитати надпис івритом, тож із січня 1992 року почав вчити іврит. Для практики влаштувався до бібліотеки імені В. І. Вернадського, щоб описувати зарубіжну юдаїку, де працював до 1995 року.
Згодом отримав стипендію Фонда Ротшильда (Яд га-надів), яка давала можливість рік навчатися в Єрусалимі, там також вчився у єшиві, талмудичній академії (Yeshivat Ohr Somayach).
1996 року поїхав на навчання до Бостона, щоб навчатися в Брандейському університеті (Массачусетс), де в 2001 році отримав докторський ступінь із сучасної єврейської історії. Паралельно займався викладацькою діяльністю: з 1999 по 2003 роки викладав у Гебрейському коледжі (Бостон), а з 2000 по 2003 роки викладав єврейські та слов'янські студії в університеті Тафтса.
З 2003 року став викладачем (англ. Assistant Professor), пізніше доцентом (англ. Associate Professor) у Північно-Західному університеті. З 2011 року він є професором єврейської історії історичного факультету Північно-Західного університету, станом на листопад 2019 року завідував катедрою єврейських студій. З 2009 по 2012 був директором Центру єврейських студій імені родини Краунів (англ. Crown Family Center for Jewish and Israel Studies).
Петровський-Штерн був запрошеним професором (англ. Visiting Professor) у Гарвардському університеті, Варшавському університеті, Єврейському університеті (Єрусалим), Національному університеті «Києво-Могилянська академія» (Київ) як лауреат Програми Фулбрайта, Українському католицькому університеті (Львів), коледжі Спертус (Чикаго) та інших. З 2010 року він є членом-кореспондентом (англ. Associate Fellow) в Українському науковому інституті Гарвардського університету. Він викладав у Національний університеті «Острозька академія», інституті вивчення Голокосту «Ткума» (Дніпро), Київському університеті, Вроцлавському університеті, в Мюнхенському університеті Людвіга-Максиміліана та інших.
Петровський-Штерн входить до складу академічної ради канадської недержавної організації «Українсько-єврейська зустріч» (UJE, англ. Ukrainian Jewish Encounter) , член правління «Києво-Могилянської Фундації Америки» (англ. Kyiv Mohyla Foundation of America, KMFA). Був членом редакційної ради щорічника «Judaica Ukrainica».
Серед основних інтересів Петровського-Штерна як дослідника є єврейська історія (середньовічна, ранньомодерна, модерна, східноєвропейська, сефардська), культура, містицизм; каббала та хасидизм; взаємини слов'ян та євреїв; сучасна Україна.

## Діяльність

### Науковий доробок
Серед основних тем досліджень Петровського-Штерн є «єврейська історія та культура; слов'янсько-єврейська взаємодія; єврейський містицизм, Кабала та хасидизм; сучасна Україна».
Статті, розділи та книги Петровського-Штерна перекладено різними мовами: грецькою, іспанською, російською, польською, українською мовами та івритом.

### Упорядництво та переклад
1991 року вийшов збірник оповідань Леонардо Шаша «Смерть інквізитора» (рос. Смерть инквизитора), де Петровський-Штерн був упорядником, автором приміток, перекладачем оповідання «Найпростіша історія» (рос. Самая простая история) та автором коментаря. Наступного року він опублікував великий авторський збірник оповідань, есе та віршів Хорхе Луїса Борхеса «Письмена бога» (рос. Письмена бога).
Серед перекладів Петровського-Штерна російською є оповідання Хуліо Кортасара, Габрієля Гарсії Маркеса, Хорхе Луїса Борхеса, Гілберта Кіта Честертона; есе Ортеги-і-Гассета.

### Художня творчість

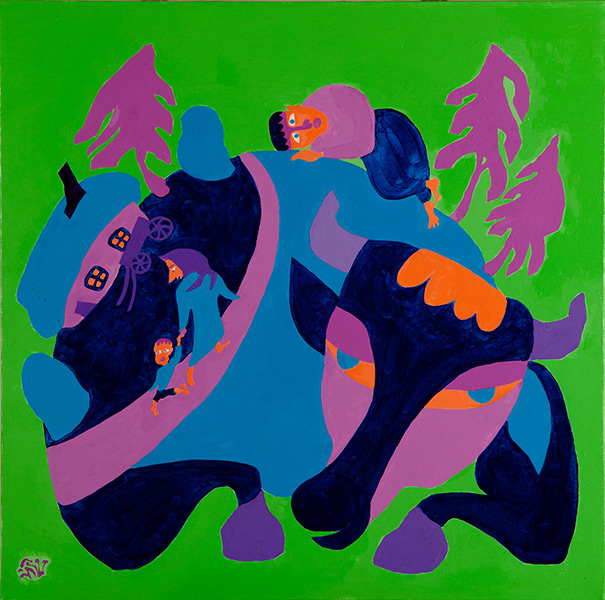
Йоханан Петровський-Штерн. «Карпатський сон» (2009). Ця картина використана на звороті обкладинки українського видання «Штетл. Золота доба єврейського містечка»

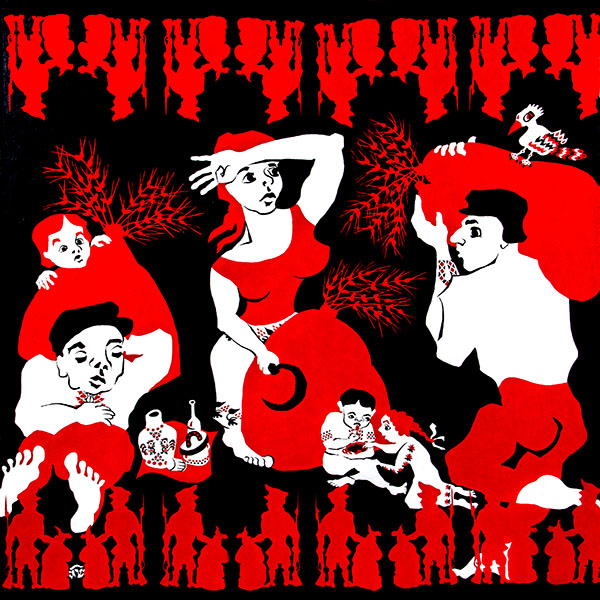
Йоханан Петровський-Штерн. «Голодомор 1932» (2014)

Йоханан вже у десять років почав займатися у художника Давида Мирецького, йому вдалося рік провчитися з художником, але формально художньої освіти він не отримав. Серед художників, які вплинули на нього в дитинстві, є також Борис Лєкар і Михайло Туровський. Він вивчав роботи Андрія Рубльова та Марії Примаченко, учнем якої себе вважає, намагаючись знайти свій стиль — використання народного декоративного мистецтва для передачі релігійно-філософських пошуків. Також вивчав твори таких народних художниць як Ганна Собачко, Катерина Білокур. Захоплення малюванням продовжилося до 24 років. 2007 року, після тривалої перерви, він знову почав малювати, поштовхом до чого став стрес від відмов двох видавництв друкувати його книги, від чого залежала його посада й можливість утримувати сім'ю.
Петровський-Штерн пояснив зв'язок свого мистецтва та академічних досліджень так:
|  | Я — «вченохудожник», [представник] дивного виду — напіввчений і напівхудожник. Я поселився в офісі історичного факультету в Північно-Західному університеті, де ставлю мольберт перед своїми книжковими полицями і пишу картини, які називаються «вченомистецтвом». Це мистецтво натхненне моїм інтересом до східноєвропейської літератури, історії та культури та породжене моїми дослідженнями в цій галузі. Мої «вченомистецькі» картини — це злиття, зіставлення та синтез. Воно [мистецтво] створює образ, який виростає з інтуїції і призводить до парадоксального бачення, що кидає виклик науці. Те, чого я не можу досягти своєю наукою, я прагну добути своїм мистецтвом. Оригінальний текст (англ.) I am a scholartist, a strange specie, half-a-scholar and half-an-artist. I inhabit a History Department office at Northwestern University where I place a canvas against my bookshelves and produce my paintings which are called scholart. This art is inspired by my interest in East European literature, history, and culture and is generated by my research in that field. My scholart painting is a fusion, a juxtaposition, and a synthesis. It creates an image that grows from intuition and results in a paradoxical vision that defies scholarship. What I cannot achieve in my scholarship, I seek to accomplish in my art. |

Арт-куратор Ендрю Городиський (англ. Andrew Horodysky), характеризуючи виставку «Folkways and Fantasies» (укр. Звичаї та фантазії) в Українському Інституті Америки, написав так:
|  | Використовуючи оманливо прості єврейські народні, релігійні та культурно-історичні сцени, як основу, твори Петровського-Штерна складають хроніку й ілюструють складні втілення справжнього людського святкування, драми, трагедії та виживання. (…) Візуальні, соціальні, історичні та культурні — єврейські та українські — відсилки у серії картин Петровського-Штерна створюють сцену для підготовки до вимогливої подорожі екзистенційною країною мрій. Оригінальний текст (англ.) Employing deceptively simple Jewish folk, religious, and cultural historical scenes as his foundation, Petrovsky-Shtern’s works chronicle and illustrate complex embodiments of real human celebration, drama, tragedy, and survival. (...) The visual, social, historical and cultural –– Jewish and Ukrainian –– cues in Petrovsky-Shtern’s serial paintings set a stage in preparation for a demanding journey through an existential dreamland. |

Василь Махно, літературний критик і поет, прокоментував художню творчість Йоханана так:
|  | Хоча основні сфери інтересів Петровського-Штерна — історія та література, які охоплюють все від єврейського середньовіччя до хасидського фольклору, від прози Габріеля Гарсія Маркеса до українського ренесансу 1920-х років, та саме на полотні глибина його знань про різні релігії та культури перетворюється на загадковий світ казок та міфів Оригінальний текст (англ.) Although Petrovsky-Shtern’s main fields of interest are history and literature, ranging from the Jewish Middle Ages to Hasidic folklore, from the prose of Gabriel Garcia Marquez to the Ukrainian renaissance of the 1920s, it is on canvas that the depth of his knowledge of various religions and cultures is transformed into a mysterious world of tales and myths |

Вибрані виставки
- «Міфи і нічні жахіття» (англ. Myths and Nightmares), музей коледжу Спертус (Чикаго), листопад 2012 року[41];
- «Виживання, дух, мрії, нічні жахіття» (англ. Survival, Spirit, Dreams, Nightmares), Український інститут модерного мистецтва (Чикаго), лютий-березень 2014 року[45] (спільна виставка);
- «Казки і міфи» (англ. Tales and Myths), Українському музеї (Нью-Йорк), березень—жовтень 2015 року[46];
- «Звичаї та фантазії» (англ. Folkways and Fantasies), лютий—березень 2016 року, Український Інститут Америки (Нью-Йорк)[43][47];
- «Еротика куртуазна та іронічна в графіці та живописі» (англ. Eros courteous and ironic), вересень—жовтень 2018 року, Національна галерея мистецтв імені Бориса Возницького (Львів)[48] (парна виставка з Ігорем Щуровим);
- Виставка ранніх робіт, червень—жовтень 2019 року, галерея «Зоря» (англ. Zorya Fine Art Gallery) (Гринвіч, США)[49];
- «Я ні про що не шкодую» (фр. Je ne regrette rien), липень 2019 року, Французький інститут (Київ)[50];
- «Легенди і притчі» (англ. Legends and Parables), жовтень—листопад 2019 року, Український Інститут Америки (Нью-Йорк)[51];
- «Префігурація» (англ. Prefiguration), січень—березень 2020, галерея «Зоря» (Гринвіч, США)[52].

## Нагороди
- Премія президента Львівського книжкового форуму[5] (з П. Р. Магочі) (Book Forum Lviv, 2016)
- Премія американських видавців за професійну та наукову майстерність, почесна згадка (2015)
- Номінація на Пулітцерівську премію[5] 2015 року за «The Golden Age Shtetl: A New History of Jewish Life in East Europe» (2014 —2015)[7]
- Національна книжкова премія США з єврейської історії[5] (англ. National Jewish Book Award) за книгу «The Golden Age Shtetl: A New History of Jewish Life in East Europe» в категорії «Історія» (2014)[53]
- Премія Американської асоціації українознавства[5] за «The Anti-Imperial Choice: The Making of the Ukrainian Jew» (2009 —2010)[54]
- Премія за видатне викладання коледжу мистецтв і наук Вайнберга Північно-Західного університету (англ. Distinguished Teaching Award, WCAS, Northwestern University) (2008)[7][55]
- Українсько-єврейська премія «Зустріч» (2021)[56]

## Вибрана бібліографія
Англійською
- Petrovsky-Shtern, Y. On Solzhenitsyn’s ‘Middle Path' // Polin. — 2005. — Вип. 18. — С. 381-392.
- Yohanan Petrovsky-Shtern (2008). Jews in the Russian Army, 1827–1917: Drafted into Modernity [Євреї в російській армії, 1827–1917: зрекрутовані в модерність]. Cambridge University Press. ISBN 978-0-52-151573-3.[16] (2-е вид., 2014)
- Yohanan Petrovsky-Shtern (2009). The Anti-Imperial Choice: The Making of the Ukrainian Jew [Антиімперський вибір: творення українського єврея]. Yale University Press. ISBN 978-0-30-013731-6.[16]
- Yohanan Petrovsky-Shtern (2010). Lenin's Jewish Question [Єврейське питання Леніну]. Yale University Press. ISBN 978-0-30-015210-4.[16]
- Yohanan Petrovsky-Shtern; Antony Polonsky, ред. (2014). Polin: Studies in Polish Jewry, Volume 26: Jews and Ukrainians. The Littman Library of Jewish Civilization. ISBN 978-1-90-676420-3.
- Yohanan Petrovsky-Shtern (2015). The Golden Age Shtetl: A New History of Jewish Life in East Europe [Золота доба штетлу]. Princeton University Press. ISBN 978-0-69-116851-7.[16] (2-е вид., 2015)
- Yohanan Petrovsky-Shtern (2015). Jewish Apples and Muslim Oranges in the Russian Basket: Options and Limits of a Comparative Approach. У Franziska Davis; Martin Schulze Wessel; Michael Brenner, eds. (ред.). Jews and Muslims in the Russian Empire and the Soviet Union (англ.) . Munich: V&R Unipress. с. 168. ISBN 978-3-525-31028-1. Архів оригіналу за 8 серпня 2020. Процитовано 23 серпня 2020. {{cite book}}: Вказано більш, ніж один |pages= та |page= (довідка)
- Yohanan Petrovsky-Shtern. Warsaw. The Jewish Metropolis. — Brill Pub, 2015. — 4 червня. — С. 613–616. — ISBN 978-90-04-29181-2. — DOI:10.1163/9789004291812_027.
- Yohanan Petrovsky-Shtern (2015). On the Other Side of Despair: Cossacks and Jews in Yuri Kosach's The Day of Rage. У Amelia M. Glaser (ред.). Stories of Khmelnytsky: Competing Literary Legacies of the 1648 Ukrainian Cossack Uprising. Stanford University Press. с. 182—196. ISBN 978-0-80-479382-7. Архів оригіналу за 14 серпня 2020. Процитовано 23 серпня 2020.
- Yohanan Petrovsky-Shtern; Paul Robert Magocsi (2016). Jews and Ukrainians: A Millennium of Co-Existence. University of Toronto Press. ISBN 978-0-77-275111-9. Архів оригіналу за 17 жовтня 2019. Процитовано 23 серпня 2020. (2-е вид., 2018)

Українською
- Петровський-Штерн, Йоханан. (2014.). Українці і євреї: простір взаємодії. Інавгураційна лекція з нагоди присвоєння звання почесного доктора Національного університету «Києво-Могилянська академія», прочитана 20 січня 2014 року / Авториз. пер. з англ. К.: Видавничий дім «Києво-Могилянська академія». с. 96. Архів оригіналу за 13 вересня 2019. Процитовано 23 серпня 2020.
- Petrovsky-Shtern, Yohanan. Mapping the Field // Kyiv-Mohyla Humanities Journal. — 2014. — Iss. 1. — P. 135-157. Архівовано з джерела 11 травня 2018. Процитовано 23 серпня 2020.
- Магочій П-Р.; Петровський-Штерн Й. (2016). Євреї та українці: тисячоліття співіснування / Павло Роберт Магочій, Йоханан Петровський-Штерн ; пер. з англ. Оксана Форостина ; ред. Валерій Падяк (вид. 2-ге, доп.). Ужгород: Вид-во В. Падяка. с. 338. ISBN 9789663871080.
- Йоханан Петровський-Штерн (2018). Анти-імперський вибір: постання українсько-єврейської ідентичности / Пер. з англ. Павла Грицака і Миколи Климчука за ред. Вадима Дивнича, наук. ред. Ярина Цимбал. Київ: Критика [Український науковий інститут Гарвардського університету; Інститут Критики]. с. 432. ISBN 978-966-2789-07-2. Архів оригіналу за 21 березня 2018. Процитовано 21 березня 2018.
- Йоханан Петровський-Штерн (2019). Штетл. Золота доба єврейського містечка / Авторизований переклад з англійської Ярослави Стріхи. Київ: Критика [Український науковий інститут Гарвардського університету; Інститут Критики]. с. 394. ISBN 978–966–2789–09–6. Архів оригіналу за 5 серпня 2020. Процитовано 23 серпня 2020. {{cite book}}: Перевірте значення |isbn=: недійсний символ (довідка)

## Сім'я
- Перший шлюб із піаністкою Оксаною Ганною Петровською (англ. Oxana Hanna Petrovsky)[57]. Двоє дітей: Сара Софія та Шломо Ефраїм[13].
- Другий шлюб взяв 2 серпня 2018 року у Любліні, за юдейським звичаєм[58], із Анастасією Сімферовською, докторанткою Північно-Західного університету[59][60].

## Виноски
1. 1 2 3 4 5 6  Чеська національна авторитетна база даних
2. ↑  Bibliothèque nationale de France BNF: платформа відкритих даних — 2011.
3. 1 2 3 4  Йоханан Петровський-Штерн: Мене цікавлять люди, які відкрили для себе Україну і долучилися до становлення української культури не будучи українцями етнічно. espreso.tv. 03.02.2019. Процитовано 21.08.2020.
4. 1 2 3 4  Петровський-Штерн Й. «Належати до тих, кого вбивають…»: внутрішній вибір Леоніда Первомайського // Judaica Ukrainica : Annual Journal of Jewish Studies. — 2012. — Т. 1. — С. 317—405. Архівовано з джерела 14 березня 2018. Процитовано 14 березня 2018.
5. 1 2 3 4 5 6 7 8 9 10  Олександр Мотиль (Вересень 2019). Історик і митець Йоханан Петровський-Штерн. krytyka.com. Архів оригіналу за 9 вересня 2020. Процитовано 22.08.2020.
6. 1 2 3  Yohanan Petrovsky-Shtern. huri.harvard.edu (англ.) . Архів оригіналу за 22 жовтня 2020. Процитовано 23.08.2020.
7. 1 2 3 4 5 6 7 8 9 10 11 12 13 14  Yohanan Petrovsky-Shtern. Curriculum Vitae (PDF) (англ.) . Northwestern University, Department of History. Архів оригіналу (PDF) за 11 липня 2020. Процитовано 21.08.2020.
8. ↑  Почесні професори та доктори НаУКМА. ukma.edu.ua. Архів оригіналу за 22 жовтня 2020. Процитовано 23.08.2020.
9. ↑  Марія ПРИШЛЯК: «Український Вільний Університет — це європейська інституція, яка формує майбутніх лідерів інтеґрації України в Європу». fuvu.org. 27.11.2017. Архів оригіналу за 9 серпня 2020. Процитовано 23.08.2020.
10. ↑  ЙОХАНАН ПЕТРОВСЬКИЙ-ШТЕРН. In memoriam. Мойсей Фішбейн (укр. та англ.) . UKRAINISCHE FREIE UNIVERSITÄT. Архів оригіналу за 5 серпня 2020. Процитовано 26.08.2020.
11. 1 2  Yohanan Petrovsky-Shtern (англ.) . Процитовано 23.08.2020.
12. 1 2  Авторизований переклад з англійської Миколи Климчука  за участі Світлани Семенової і Олександри Уралової. Інавгураційна лекція з нагоди вручення звання почесного доктора Національного університету «Києво-Могилянська академія», прочитана 20 січня 2014 року. ju.org.ua. Архів оригіналу за 16 лютого 2020. Процитовано 20.08.2020.
13. 1 2 3 4 5 6 7 8 9 10  Йоханан Петровський-Штерн: «Я завжди ставив перед собою задачі, які я не можу вирішити» [Архівовано 30 квітня 2018 у Wayback Machine.] / Розмовляла Владислава Москалець — 28 квітня 2018 // «Україна Модерна», Життєписи історії [Архівовано 20 квітня 2019 у Wayback Machine.]. Інтелектуальні біографії провідних істориків
14. ↑  Марта Фаріон. Йоханан Петровський-Штерн виступив у Чикаґо. svoboda-news.com. Процитовано 20.08.2020.
15. 1 2 3 4 5  Stein, Lisa. A Tale of Two Artists. Weinberg Magazine (англ.)  (Fall/Winter 2012-13). Архів оригіналу за 15 серпня 2020. Процитовано 21.08.2020.
16. 1 2 3 4 5 6 7  Інавгураційна лекція почесного доктора НаУКМА Йоханана Петровського-Штерна «Українці і євреї: простір взаємодії». 14.01.2014. Архів оригіналу за 11 квітня 2019. Процитовано 23.08.2020.
17. ↑  И. Петровский. Непокоренный голос Чили // Литературное обозрение. — 1983. — Вип. 9. — С. 67.
18. 1 2 3 4  Yohanan Petrovsky-Shtern (англ.) . scholars.northwestern.edu. Архів оригіналу за 20 січня 2021. Процитовано 20.08.2020.
19. ↑  Yohanan Petrovsky-Shtern (November 2004). The Master of an Evil Name: Hillel Baעal Shem and His Sefer ha-Ḥeshek. AJS Review (англ.) . 28 (2): 217—248. doi:10.1017/S0364009404000157. Архів оригіналу за 26 березня 2020. Процитовано 21.08.2020.
20. ↑  Еврейские фонды ЦНБ АН Украины: Коллекция пинкасов из фонда А.Гаркави / Предисл. Й. Сергеевой; Сост., подг. текста, вступ, статья и коммент. Й. Петровского // Нов. круг. - 1992. - № 2. - С. 273-288.
21. ↑  Петровский Й. Обзор коллекции пинкасов в Отделе рукописей Центральной научной библиотеки им. Вернадского Национальной Академии Наук Украины / Предисл Ю.Мирмович. - М.: О-во "Еврейское наследие", 1996. - [без паг.]. - (Сер. "Еврейский архив". Вьп.5). (На англ.яз.; предисл. Ю. Мирмович на рус. яз.).
22. ↑  Міжнародна науково-практична конференція «Міста Правобережної України у 1793—1917 рр.: українці, євреї, поляки Умані в умовах імперської асиміляційної політики». ukrainianjewishencounter.org. 20.01.2020. Процитовано 23.08.2020.
23. ↑  В Острозі відбудеться курс лекцій «Євреї та українці: тисячоліття співіснування». jewish.org.ua. 01.03.2017. Архів оригіналу за 14 лютого 2022. Процитовано 27.08.2020.
24. ↑  Курс лекцій проф.Й.Петровського-Штерна розпочався в Інституті «Ткума». tkuma.dp.ua. 05.09.2018. Архів оригіналу за 25 жовтня 2020. Процитовано 27.08.2020.
25. ↑  Курс лекцій: «Євреї та християни на українських землях», проф. Й. Петровський-Штерн. history.univ.kiev.ua. 07.02.2019. Архів оригіналу за 30 листопада 2020. Процитовано 27.08.2020.
26. ↑  Profesor Yohanan Petrovsky-Shtern z USA prowadzi zajęcia (пол.) . judaistyka.uni.wroc.pl. 06.12.2018. Процитовано 27.08.2020.
27. ↑  Prof. Yohanan Petrovsky-Shtern, Ph.D. (нім.) . Процитовано 27.08.2020.
28. ↑  Академічна рада. Архів оригіналу за 10 серпня 2020. Процитовано 23.08.2020.
29. ↑  Board of Directors Kyiv Mohyla Foundation of America (англ.) . Архів оригіналу за 6 вересня 2019. Процитовано 25.08.2020.
30. ↑  Yohanan Petrovsky-Shtern (англ.) . Northwestern University, Department of History. Архів оригіналу за 7 липня 2020. Процитовано 06.04.2021.
31. ↑  Петровский-Штерн Йоханан. Евреи в русской армии. 1827 - 1914. — Новое литературное обозрение, 2003. — 560 с. — ISBN 5-86793-202-8.
32. ↑  Петровский-Штерн Йоханан. Еврейский вопрос Ленину / Пер. с англ. Т. Б. Менская. — Мосты культуры. Гешарим, 2012. — 46 с. — ISBN 978-593273-367-7.
33. ↑  Yohanan Petrovsky-Shtern. Sztetl. Rozkwit i upadek żydowskich miasteczek na Kresach Wschodnich / Przekład: Joanna Gilewicz. — Krakow : Wydawnictwo Uniwersyteta Jagiellonskiego, 2014. — 416 с. — ISBN 978-83-233-3781-2.
34. ↑  Шаша Л. Смерть инквизитора: Пер. с итал./Сост. Петровский И. М.; Предисл. Кин Ц. И. — М.: Прогресс, 1991. — 560 с
35. ↑  Шаша Л. Смерть инквизитора (рос.). knigogid.ru. с. 166. Процитовано 28.08.2020.[недоступне посилання]
36. ↑  И.Петровский,Евгений Михайлович Солонович,Леонардо Шаша,Наталья Ставровская. Смерть инквизитора (рос.) . ru.bookmate.com. Процитовано 29.08.2020.
37. ↑  Борхес Х. Л. Письмена бога / Пер. с исп./ Составление, вступ. статья и прим. И. М. Петровского. — М. : Республика, 1992. — 510 с. — ISBN 5-250-01654-5.
38. ↑  Письмена бога, 1992, с. 509—511.
39. ↑  Переводы И. Петровского (рос.) . Архів оригіналу за 11 квітня 2021. Процитовано 21.08.2020.
40. ↑  Ортега-и-Гассет X. Этюды об Испании / Сост. и пер. А. Матвеева и И. Петровского. Киев, 1994. 319 с. ISBN 5-12-004235-9
41. 1 2 3  Tales, Myths, and Nightmares that Symbolize the Struggle and Strength of the Jewish People. Paintings by artist and historian Yohanan Petrovsky-Shtern on view at Spertus Institute for nine days only — December 9-18, 2012 (англ.) . Архів оригіналу за 31 липня 2019. Процитовано 20.08.2020.
42. ↑  Interview with artist and scholar Yohanan Petrovsky-Shtern. Arts Illustrated. 26.01.2020. Архів оригіналу за 31 жовтня 2020. Процитовано 3 вересня 2020.
43. 1 2  Andrew Horodysky (17.03.2016). Folkways and Fantasies: Yohanan Petrovsky-Shtern at The Ukrainian Institute of America (англ.) . artukraine.com.ua. Архів оригіналу за 17 квітня 2021. Процитовано 23.08.2020.
44. ↑  Vasyl Makhno (March 2015). The Tales and Myths of Yohanan Petrovsky-Shtern. Архів оригіналу за 10 серпня 2019. Процитовано 23 серпня 2020.
45. ↑  Ukrainian Institute of Modern Art (01.02.2014). Survival, Spirit, Dreams, Nightmares (англ.). Архів оригіналу за 31 липня 2019. Процитовано 23.08.2020.
46. ↑  Ukrainian Museum (Березень 2015). The Tales and Myths of Yohanan Petrovsky-Shtern (англ.) . Архів оригіналу за 10 серпня 2019. Процитовано 23.08.2020.
47. ↑  Chanes (March 2016). Reimagined Jewish Folk Art At The Ukrainian Institute. Архів оригіналу за 28 серпня 2019. Процитовано 23 серпня 2020.
48. ↑  Еротика куртуазна та іронічна в графіці та живописі. lvivgallery.org.ua. Архів оригіналу за 19 вересня 2020. Процитовано 23.08.2020.
49. ↑  Yohanan Petrovsky-Shtern (англ.) . Процитовано 23.08.2020.
50. ↑  Afisha Kyiv (липень 2019). Виставка. Я ні про що не шкодую. Архів оригіналу за 31 липня 2019. Процитовано 23 серпня 2020.
51. ↑  Yohanan Petrovsky-Shtern: Legends and Parables (англ.) . Архів оригіналу за 3 грудня 2019. Процитовано 23.08.2020.
52. ↑  Yohanan Petrovsky-Shtern. Prefiguration (англ.) . Процитовано 26.08.2020.
53. ↑  National Jewish Book Awards. Past Winners (англ.) . jewishbookcouncil.org. Архів оригіналу за 17 жовтня 2020. Процитовано 21.08.2020.
54. ↑  Previous winners (англ.) . ukrainianstudies.org. Архів оригіналу за 18 вересня 2020. Процитовано 21.08.2020.
55. ↑  Weinberg College Distinguished Teaching Awards (англ.) . Архів оригіналу за 12 липня 2020. Процитовано 21.08.2020.
56. ↑  Українсько-єврейська премія Зустріч визначилась із цьогорічним лауреатом. Читомо. Архів оригіналу за 16 вересня 2021. Процитовано 16 вересня 2021.
57. ↑  Ukrainians, Jews and Poles: The Ukrainian Triangle in Historical Perspective] / January 16th 2014, 9.30am - 8.00pm, Embassy of the Republic of Poland, 47 Portland Place, London / 12.00 noon / The Shtetl in Ukraine: a Triangle of Power. Professor Yohanan Petrovsky-Shtern (Northwestern University, Chicago), followed by a Piano Concert by Oxana Petrovsky (Chicago, Illinois) (англ.) . ucl.ac.uk. 16.01.2014. Архів оригіналу за 21 вересня 2016. Процитовано 20.08.2020.
58. ↑  Żydowski ślub na Placu po Farze. Para z Ukrainy powiedziała sobie: tak (пол.) . 02.08.2018. Архів оригіналу за 6 серпня 2018. Процитовано 20.08.2020.
59. ↑  Anastasiia Simferovska's profile, Department of Slavic Languages and Literatures, Northwestern University (англ.) . Архів оригіналу за 6 липня 2020. Процитовано 26.08.2020.
60. ↑  Lublin, Poland – Polish City Of Lublin Sees First Jewish Wedding In Decades